# Villanueva de Gállego
Villanueva de Gállego è un comune spagnolo di 3 426 abitanti situato nella comunità autonoma dell'Aragona. Appartiene alla comarca ed alla provincia di Saragozza, dalla quale dista soltanto 13 km. È situata a un'altitudine di 244 metri s.l.m. nella Valle del rio Gállego affluente dell'Ebro nel quale sfocia nei pressi di Saragozza.
La sua economia si basa sull'agricoltura praticata nella fertile terra irrigata con un esteso sistema di canali, sull'allevamento degli ovini, su alcune industrie di magazzinaggio e logistica e sul commercio che si svolge soprattutto in un quartiere a ciò destinato. La vicinanza con Saragozza fa sì che la sua attività economica industriale e commerciale sia condizionata e anche favorita da quella della vicina capitale.

## Storia
Nella zona si hanno resti di insediamenti dell'Età del bronzo, di villaggi iberici e romani ma le origini del paese risalgono alla dominazione araba quando ebbe il nome di Burjazud, e apparteneva al principato di Saragozza, rivale di Cordova, Toledo e Mérida. Il borgo originario nacque dall'aggregazione di case sparse nel territorio sicché si formarono due quartieri distinti, il Barrio Alto sulla collina e il Barrio Bajo uniti da una strada lungo le pendici del colle. Una serie di fortificazioni è disseminata nel territorio. Durante i secoli successivi alla Reconquista fu una signoria della città di Saragozza alla quale il re Pietro IV d'Aragona l'aveva ceduta per finanziare la guerra contro la Castiglia. Diventata territorio di Saragozza ebbe un proprio sindaco (alcalde) la cui nomina però era soggetta al consenso del consiglio di Saragozza e solo alla fine del XVIII secolo fu un comune completamente indipendente. La vicinanza al capoluogo aragonese la coinvolse nelle battaglie che Saragozza sostenne contro le truppe napoleoniche, che occuparono Villanueva, la saccheggiarono e incendiarono la chiesa parrocchiale e l'archivio comunale.
La storia di Villanueva nei secoli XIX e XX si svolse sempre all'ombra di Saragozza di cui seguì le vicende.

## Monumenti
- Iglesia de San Salvador del XVIII secolo costruita su una precedente chiesa di stile mudéjar.
- La casa del pittore Francisco Pradilla Ortiz del XIX secolo.

## Dintorni
A 10 km Cartuja de Aula Dei certosa fondata nel 1564, la cui chiesa è ornata da affreschi del Goya. Dalla terrazza si gode un bel panorama sulla valle del Gallego.

## Feste
San Isidro il 15 maggio, Santas Reliquias la prima domenica di agosto e il Concorso de Pictura Francisco Pradilla.
È gemellata con Pavie (Francia).